# Adam Mierzwiński
Adam Józef Mierzwiński (ur. 18 marca 1952) – polski urzędnik państwowy, w latach 1995–1997 podsekretarz stanu w Ministerstwie Ochrony Środowiska, Zasobów Naturalnych i Leśnictwa.

## Życiorys
W połowie lat 90. pełnił funkcję zastępcy Głównego Inspektora Ochrony Środowiska. Od 6 grudnia 1995 do 25 kwietnia 1997 pełnił funkcję podsekretarza stanu w Ministerstwie Ochrony Środowiska, Zasobów Naturalnych i Leśnictwa, następnie został dyrektorem generalnym tego resortu. Później został przewodniczącym Komitetu Ochrony Środowiska w Krajowej Izbie Gospodarczej, jako ekspert wszedł w skład Zespołu Sterującego ds. Programu dla terenów poprzemysłowych.
W 2000 otrzymał Złoty Krzyż Zasługi.